# Dropbox

Logo (2015)

Logo 2011

Dropbox (englisch to drop = fallen lassen; box = Schachtel) ist ein 2007 eingeführter Filehosting-Dienst (auch Cloud Storage genannt) des Unternehmens Dropbox Inc. mit Sitz in den USA. Legt man Dateien in einen speziellen Ordner (die Dropbox), so wird dieser Ordner im Hintergrund mit einem auf dem Server eingerichteten Ordner repliziert.   Sobald man sich mit einem weiteren Computer mit demselben Dropbox-Konto anmeldet, wird ebenso automatisch im Hintergrund der Server-Ordner mit dem entsprechenden Ordner auf dem anderen PC abgeglichen.
Das System dient der Online-Datenspeicherung, aber auch dem Austausch von Daten zwischen verschiedenen Nutzern. Der Zugriff auf die Dropbox ist mit dem Browser und mit Hilfe von Anwendungen (Apps) unter verschiedenen Betriebssystemen möglich.

## Geschichte
Dropbox wurde im Jahr 2007 von den beiden Studenten Drew Houston und Arash Ferdowsi in San Francisco gegründet. Ihr Ziel war es, einen Dienst zu entwickeln, der den Austausch großer Dateien per E-Mail oder USB-Sticks unnötig machen und die damit verbundenen Probleme lösen sollte. Der Dienst wurde in der Startphase durch das Gründerzentrum Y Combinator gefördert und erhielt noch im Gründungsjahr eine Finanzierung von Sequoia Capital, die später mehrfach aufgestockt wurde.
Hinzu kamen im Januar 2014 mehr als 250 Millionen Dollar, ein Großteil davon vom Finanzinvestor BlackRock.
Ende 2010 verließ Dropbox offiziell die Betaphase und wurde in der ersten stabilen Version 1.0 veröffentlicht. Zu diesem Zeitpunkt wurden Windows, Linux und macOS vollständig unterstützt. Außerdem erhielt Dropbox erstmals die Funktion, anstatt des gesamten Ordners nur ausgewählte Inhalte zu synchronisieren (Selective Sync).
Im Jahr 2011 wurde unter dem Namen Dropbox für Teams eine Variante des Webdienstes eingeführt. Diese richtet sich an Unternehmen, die eine zentrale Verwaltung von Speicherkapazität und Zugriffsrechten benötigen. Im Unterschied zu den anderen Tarifen wird bei Dropbox für Teams der Speicher jedes Nutzers auf das Kontingent des gesamten Unternehmens und nicht pro Person angerechnet. Im Jahr 2013 wurde die Bezeichnung der Plattform in Dropbox Business geändert.
Im August 2016 gab Dropbox mit Dropbox Paper ein neues Kollaborationstool bekannt, mit dem Nutzer Textdokumente im Team über das Internet gemeinsam und zeitgleich bearbeiten können. Ab Januar 2017 verließ das Tool die Beta-Phase.
Im Jahr 2018 wandelte sich Dropbox in eine Aktiengesellschaft und gab erstmals Aktien an der Börse aus. Dropbox hat im Juni 2023 einen Marktwert von 9 Milliarden Dollar und beschäftigt rund 3100 Mitarbeiter.

## Funktionen
Bei der Registrierung bei Dropbox wird auf dem zuerst genutzten Gerät ein neuer Ordner erstellt. Alle darin enthaltenen Dateien werden mit einem Verzeichnis auf dem Server der Betreiber synchronisiert, sodass der Inhalt stets identisch ist. Der Datenabgleich funktioniert nur, wenn der Anwender eine aktive Internetverbindung besitzt – sollte er offline sein, werden geänderte Dateien synchronisiert, sobald die Verbindung erneut hergestellt wird. Theoretisch können beliebig viele Geräte mit einer Dropbox verbunden werden.
Wenn sich zwei Geräte im selben lokalen Netzwerk befinden, kann die Synchronisation auf Wunsch auch darüber stattfinden, ohne die Server von Dropbox (LAN Sync). Um Speicherplatz zu sparen, greift Dropbox auf die Deduplikation zurück. Dateien, die von mehreren Benutzern hochgeladen werden und identisch sind, werden nur einmal gespeichert.
Standardmäßig sind alle Ordner und Dateien in einer Dropbox nicht öffentlich sichtbar, andere Nutzer müssen erst zur Teilnahme eingeladen werden. Das erfolgt durch den Versand einer automatisch generierten E-Mail, wobei der Empfänger den Zugriff auf fremde Inhalte annehmen oder ablehnen kann. Nach Annahme der Einladung werden alle Änderungen der freigegebenen („geteilten“) Objekte so synchronisiert, als handelte es sich um selbst erstellte Ordner und Dateien. Die Berechtigungen für Besitzer und Teilnehmer an Ordnern und Dateien lassen sich über die webbasierte Oberfläche von Dropbox jederzeit nachträglich anpassen. Seit 2012 kann der Lesezugriff auf Ordner und Dateien auch Personen gestattet werden, die selbst nicht bei Dropbox registriert sind.
Mit Dropbox Paper bietet das Unternehmen ein Tool für Kollaboration und Task-Management sowie zur Erstellung von Online-Dokumenten einzeln oder im Team. Das Produkt steht allen registrierten Nutzern kostenfrei in 21 Sprachen zur Verfügung.

### Sicherheit
Kritisiert wird vor allem, dass die Daten unverschlüsselt gespeichert werden und daher für Mitarbeiter des Unternehmens Dropbox Inc. zugänglich sind und potenziell auch für Geheimdienste, etwa im Rahmen des Projektes PRISM. Das Unternehmen nutzt für diesen Dienst seit März 2016 für zirka 90 % der Speicherleistung eigene Rechenzentren. Zusätzlich werden auch – für den Anwender nicht erkennbar – Speicherkapazitäten des Webdienst S3 von Amazon Web Services (AWS) genutzt, die sich überwiegend in den USA befinden. Das in Frankfurt befindliche AWS-Rechenzentrum ist nur für deutsche Geschäftskunden und gegen Aufpreis verfügbar. Nach eigenen Angaben werden die Daten in diesem Fall mit AES-Verschlüsselung (mit 256 Bit Schlüssellänge) versehen, bevor sie abgelegt werden, sodass ein nicht autorisierter Zugriff durch Dritte nach derzeitigem Stand der Technik ausgeschlossen ist. Dropbox selbst hat jedoch vollen Klartextzugriff auf die Nutzerdateien.
Zusätzlich wird die gesamte Transport-Kommunikation zwischen Client und Server nach dem SSL-Verfahren kodiert.
Da Dropbox als Betreiber jedoch den oben erwähnten privaten AES-Schlüssel in seinem Dienst pro Nutzer zentral speichert und dem Nutzer nicht aushändigt, raten Experten, schützenswerte Dateien vorab selbst zu verschlüsseln. Damit werden die Dateien Ende-zu-Ende-verschlüsselt. Dies birgt bei regelmäßiger Nutzung den Nachteil, dass man sie nur selbst, in Kenntnis des Schlüssels der eigenen Verschlüsselung, verwenden kann und auch den Zugriff über die Webschnittstelle einbüßt. Das Verteilen von Dateien unter Freunden beispielsweise scheidet damit aus.
Dropbox unterstützt seit 2012 die zweistufige Authentifizierung, um das Kapern des Kontos durch Fremde zu erschweren. Zusätzlich zum Passwort kann aktiviert werden, dass beim Zugriff neuer Geräte ein PIN-Code für eine Applikation auf dem Smartphone des Nutzers erzeugt wird, den man zusätzlich eingibt. Alternativ kann dieser als klassische SMS zugestellt werden.
Im August 2016 veröffentlichten Unbekannte mehr als 68 Millionen Dropbox-Zugangsdaten. Ob auch das eigene Konto betroffen ist, klärt ein Test auf der Troy-Hunt-Projektseite Have I Been Pwned?

### Schnittstellen
Über eine Programmierschnittstelle, die Entwicklern von Drittsoftware zur Verfügung gestellt wird, können auch andere Applikationen auf Dropbox zugreifen. Auf diesem Weg ist es z. B. möglich, direkt aus Gmail auf Dropbox zuzugreifen, Dateien aus Google Chrome direkt in Dropbox zu sichern oder wiederkehrende Aufgaben vollständig zu automatisieren.
Dropbox wiederum greift selbst auf diverse andere Programme zu. So werden ab Version 2.0 beispielsweise unter iOS die Fotos ausgelesen, um sie automatisch auf Dropbox hochzuladen. Außerdem ist ein Datenabgleich mit iPhoto sowie der Screenshot-Software des Betriebssystems möglich.

## Kritik
Dropbox geriet wegen mangelhafter Sicherheit immer wieder in die Kritik. So akzeptierte der Dienst 2011 nach einer Aktualisierung seiner Server-Software vier Stunden lang beliebige Passwörter, wodurch nahezu alle Dateien aller Anwender ungeschützt waren. 2012 verschafften sich Angreifer nach offiziellen Angaben zeitweise Zugriff auf ein Konto eines Mitarbeiters von Dropbox, wodurch sie E-Mail-Adressen und andere persönliche Daten zahlreicher registrierter Nutzer abrufen konnten.
Zeitweise führte auch die Client-Software von Dropbox erhebliche Schwachstellen mit sich: So verwendete der Dienst zur Authentifizierung zunächst nur die sogenannte host_id, die das verwendete Gerät fälschungssicher identifizieren sollte. Mit einer vollständigen Kopie einer lokal installierten Dropbox-Installation war demnach der uneingeschränkte Zugriff auf den Speicherplatz des jeweiligen Nutzers möglich. Ferner ermöglichte eine fehlerhafte Voreinstellung in der Android-Software dritten Programmen, beliebige Dateien in eine Dropbox hochzuladen. Beide Probleme wurden durch Updates der betroffenen Software behoben.
Im Zusammenhang mit den Enthüllungen der weltweiten Abhöraktivitäten des US-amerikanischen Geheimdienstes NSA durch den Whistleblower Edward Snowden im Jahr 2013 wurde Dropbox als ein zukünftiger Kooperationspartner des NSA bezeichnet. Sicherheitsexperten empfehlen daher für eine Nutzung von Dropbox für schützenswerte Dateien die Verwendung geeigneter Verschlüsselungssoftware. Dropbox erklärte 2016 die deutsche Cloud-optimierte Verschlüsselungslösung Boxcryptor zum offiziellen Premium-Technologie-Partner.
Heftige Kritik löste im April 2014 die Berufung von Condoleezza Rice in den Dropbox-Verwaltungsrat aus, da diese vor ihrer Zeit als Außenministerin in der Regierung von George W. Bush als Nationale Sicherheitsberaterin mitverantwortlich für den Ausbau des staatlichen Überwachungsapparats nach den Terroranschlägen am 11. September 2001 gewesen war. Sie hielt nur ein Jahr diesen Posten.